# Niemiecka Partia Robotnicza (Austro-Węgry)
Niemiecka Partia Robotnicza (niem. Deutsche Arbeiterpartei, DAP) – prawicowa partia polityczna istniejąca w Austro-Węgrzech na początku XX w. Została założona w 1903 w Uściu nad Łabą. Działała wśród ludności niemieckiej zamieszkującej ziemie dzisiejszej Austrii, a także Czech i Moraw. Pokrewna ruchowi wszechniemieckiemu, głosiła także hasła antyklerykalne, antymarksistowskie, a także antysemickie i antysłowiańskie. Działała także na rzecz poprawy losu niemieckiej ludności robotniczej. W wyborach do Reichsratu w 1911 zdobyła trzy mandaty.
Partia została zlikwidowana w maju 1918 - jej część działająca na terytorium dzisiejszej Austrii przekształciła się w Niemiecką Narodowosocjalistyczną Partię Robotniczą Austrii, na której czele stanął ostatni przywódca DAP (zaledwie przez kilka miesięcy), Walter Riehl.